# Diapiro salino

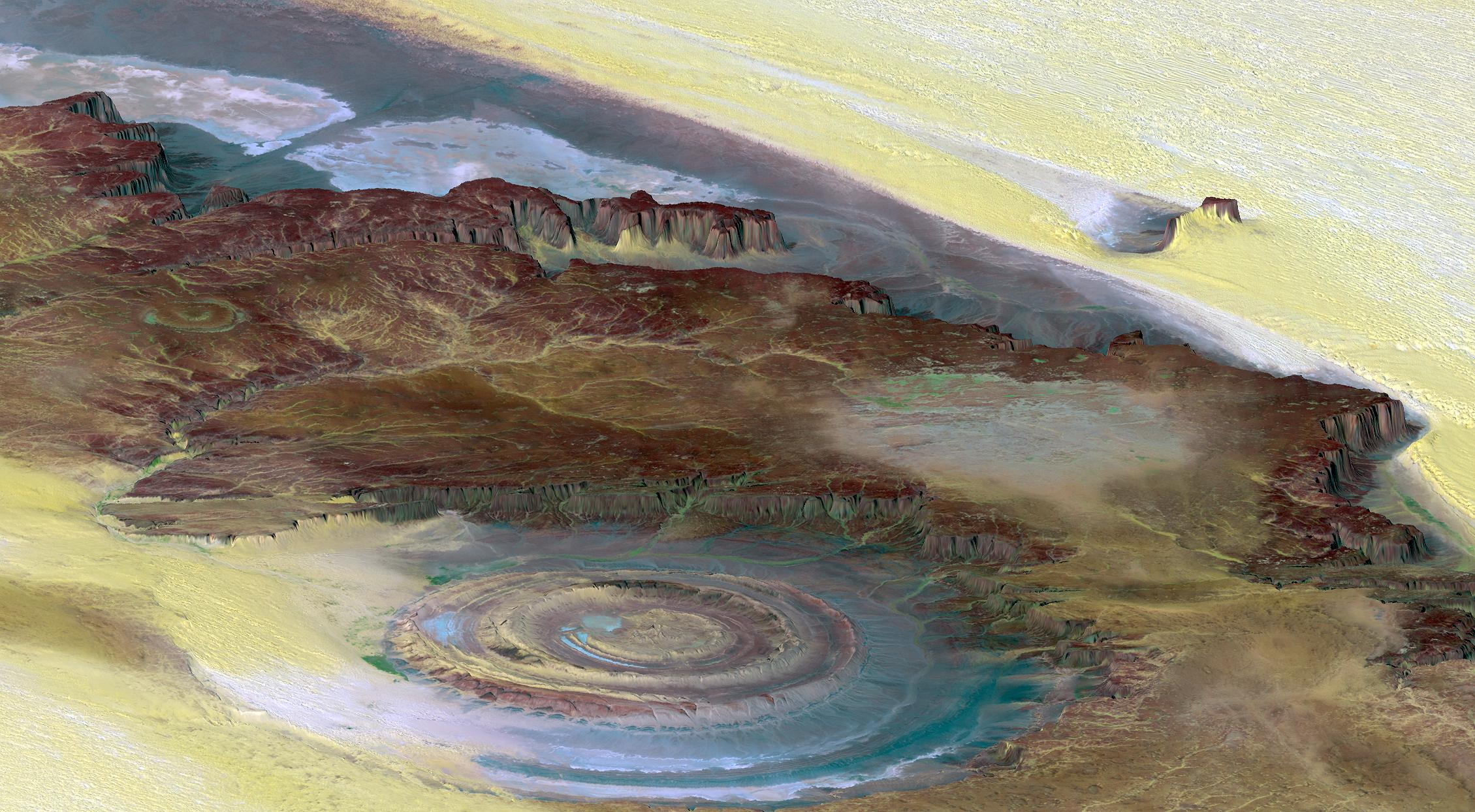
La Struttura di Richat probabilmente costituisce l'affioramento eroso di una copertura sovrastante un diapiro salino

In geologia, il termine diapiro salino o cupola salifera indica una struttura positiva, solitamente sviluppata entro rocce sedimentarie, a forma di cupola, quasi pianeggiante al centro e con i fianchi più o meno inclinati, il cui nucleo è formato da una massa di salgemma con eventualmente altri sali di natura evaporitica alla sommità.
Tale nucleo è spinto dalla giacitura originale verso l'alto, ripiegando e fratturando i terreni che lo ricoprivano, per effetto di una serie di sforzi concomitanti, tra i quali sembra predominare la bassa densità del salgemma nei confronti delle rocce circostanti che agisce come spinta di tipo idrostatico. 
Il nucleo risulta quindi generalmente composto da un corpo colonnare verticale o poco inclinato, e di regola circolare od ovoidale lungo una sezione orizzonte, con un diametro variante da qualche centinaio di metri fino a diversi chilometri. La profondità del sale può giungere a diverse migliaia di metri al di sotto della superficie terrestre: negli Stati Uniti alcuni pozzi hanno perforato il nucleo per oltre 2000 m senza mai uscirne, ma vi è ragione di credere che in Europa alcune cupole possano approfondirsi anche oltre i 6000 m. 
Cupole salifere sono ben note in Persia, nell'America Settentrionale (Texas soprattutto), nell'Africa settentrionale ed orientale. In Europa, si trovano esempi ma di minore estensione in Germania, in Spagna, in Polonia, in Romania, in Russia.
In Italia sono presenti nel bacino sedimentario di Crotone, nel territorio di Zinga, frazione del comune di Casabona, in provincia di Crotone ed in quello di Castelsilano, che vengono descritti come elementi unici nel continente europeo, grazie alle loro dimensioni e alla loro estensione; esempi analoghi, ma questi di dimensioni maggiori, si trovano nei Monti Zagros nell'area iraniana: a Zinga i cristalli di salgemma costituiscono mediamente in tutto il bacino il 2-5% del sedimento delle formazioni argillose, ma talvolta sono organizzati in strati continui dove possono raggiungere il 50% del volume totale; intercalati nelle argille si trovano banchi di salgemma cristallino potenti fino a 10 m, che affiorano naturalmente, "con forme carsiche e solchi di dissoluzione esasperati, formando sottili creste e pinnacoli spesso traslucidi quando attraversati dalla luce solare". I diapiri salini nell'area di Zinga, sono considerati i "Custodi della storia del Mar Mediterraneo" perché al loro interno conservano le tracce del medesimo mare durante l'evento geologico denominato Crisi di salinità del Messiniano, che portò alla deposizione del sale e conseguente formazione delle rocce evaporitiche. Per tale importanza geologica nella zona di Casabona è stato istituito un Geosito (Geosito dei Diapiri salini di Zinga) riconosciuto dall' Istituto superiore per la protezione e la ricerca ambientale, come geosito di interesse internazionale.